# LIWI Verlag
LIWI Literatur- und Wissenschaftsverlag is een Duitse uitgever gevestigd in Göttingen.   Het werd in 2018 opgericht door Thomas Löding.
Jaarlijks brengt de uitgever zo'n 100 nieuwe publicaties uit, waarbij de nadruk ligt op fictie en actuele wetenschap . Naast gedrukte boeken maken ook luisterboeken deel uit van het uitgeefprogramma. Een bekende luisterboekstem voor LIWI Verlag is bijvoorbeeld acteur Kaspar Eichel. Andere bekende stemmen met wie de uitgever heeft samengewerkt zijn onder meer acteur Heiner Lauterbach en zangeres Mandy Capristo.